# Sveti Lovrenc, Prebold
Sveti Lovrenc, pogosto zapisano okrajšano kot Sv. Lovrenc, je naselje v Občini Prebold. Ime je vas dobila po patronu tukajšnje cerkve, Svetem Lovrencu. Domačini kraj pogosto imenujejo Š'leranc, Štlaranc ali Šentloranc. Leta 1955 je bila vas uradno preimenovana v Gornjo vas (pri Preboldu), vendar ime med domačini ni zaživelo in se je leta 1991 preimenovala nazaj v Sveti Lovrenc.

## Opis naselja
Razloženo naselje z gručastim jedrom leži na južnem obrobju Spodnje Savinjske doline, vzhodno od Prebolda. Vaško ozemlje sega od rek Bolske in Savinje (Kotov) na severu, do severnih pobočij Goljave (837 m) in Burkeljčevega hriba (466 m) na jugu. Skozi naselje teče potok Reka, desni pritok Bolske. Sveti Lovrenc sestavlja več zaselkov: Burkeljčev hrib, Gmajna, Lokavec in Zgornji Štleranc.
Popisi in statistike kažejo naslednje gibanje števila prebivalcev vasi: leta 1869 je štela vas 315 prebivalcev, leta 1880 - 322, leta 1890 - 341, leta 1900 - 349, leta 1910 - 339, leta 1931 - 366, leta 1948 - 362, leta 1953 - 379, leta 1961 - 380, leta 1971 - 351, leta 1981 - 371, leta 1991 - 356, leta 2002- 349, leta 2011 - 352.

## Zgodovina
Območje Sv. Lovrenca je bilo obljudeno že v prazgodovini, na polju do sosednje vasi Šešče je evidentiranih in raziskanih precej grobnih gomil, leta 1938 pa je učitelj Silvo Košutnik z učenci izkopal prazgodovinski grob v katerem je bil najden bronast kotlič in še nekaj drugih pridatkov. Na cerkvi pa je na zunanji južni strani fasade vzidan obraz/glava, ki naj bi izvirala iz antičnih časov.
Vas, oziroma njena cerkev, se v dokumentih prvič omenja leta 1247. Cerkev je sedanjo podobo dobila leta 1813. V srednjem veku je bila podrejena bližnjemu gradu Žaženberku (Sachsenwart), ki je stal na Burkeljčevem (tudi Kanclerjevem) hribu pod Goljavo. V vasi je stala pristava ali Štok oziroma imenitna zidana hiša z nadstropji, nasproti cerkve. Cerkev je imela nekoč tudi pokopališče, v kraju pa je še vedno moč videti številna sakralna obeležja, vas spada sicer pod preboldsko faro. Vas je dobila svoje prostovoljno gasilsko društvo leta 1918.

## Gospodarstvo
Vaščani so se v preteklosti večinoma preživljali s kmetijstvom na manjših razdrobljenih kmetijah, v vasi so bili (na Reki) tudi mlini na vodni pogon in kovačija. V vasi je nekdaj stala tudi hmeljska sušilnica, pred njo pa tudi sušilnica sadja. Edino večje podjetje je bila nekdaj opekarna v Lokavcu, katere obratovanje se je zaključilo v osemdesetih letih 20. stoletja. Danes hodijo krajani na delo v Prebold in druge bližnje večje kraje. V kraju deluje nekaj samostojnih podjetnikov. V vasi je lokalno precej znana gostilna, razvija se kmečki turizem, obstajajo možnosti rekreativnega ribolova, planinarjenja, pohodništva, kolesarjenja ter ukvarjanja z drugimi športno rekreativnimi dejavnostmi.